# Triplosarus
Triplosarus is een geslacht van kevers uit de familie van de loopkevers (Carabidae). De wetenschappelijke naam van het geslacht is voor het eerst geldig gepubliceerd in 1874 door Bates.

## Soorten
Het geslacht Triplosarus is monotypisch en omvat slechts de volgende soort:
- Triplosarus novaezelandiae Castelnau, 1867